# Sandra Borgmann

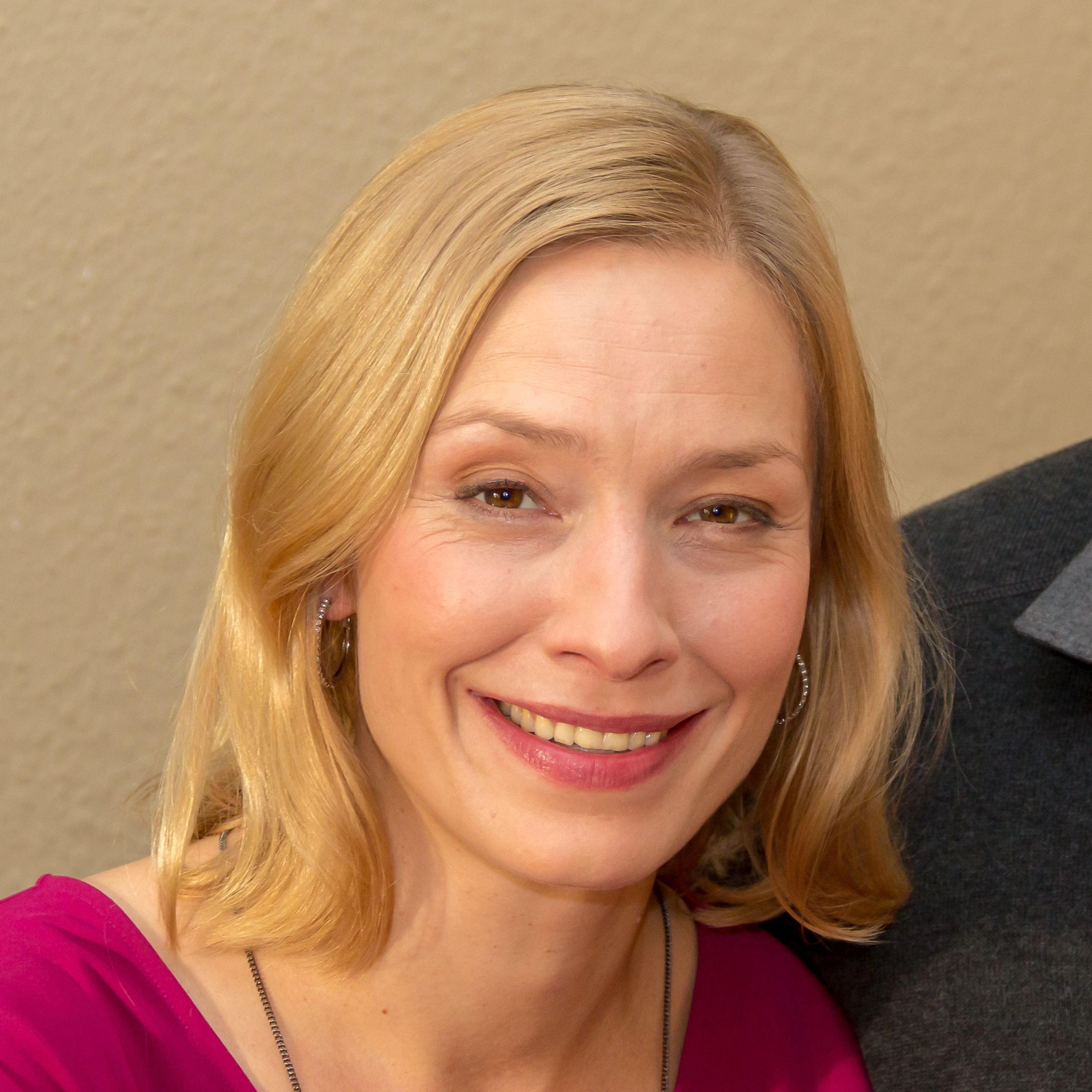
Sandra Borgmann, 2014

Sandra Borgmann (Mülheim an der Ruhr, 25 aprile 1974) è un'attrice tedesca.

## Biografia
Sandra Borgmann, nata nel 1974 a Mülheim an der Ruhr, nella Renania Settentrionale-Vestfalia. È rimasta nella sua città a studiare teatro, finché nel 1997 inizia la sua carriera di attrice.
Partecipa alla prima stagione (2002) del telefilm Lolle (in tedesco: Berlin, Berlin), ma non viene confermata nel cast e non compare più nelle stagioni successive.

## Filmografia

### Cinema
- Oi!Warning, regia di Benjamin Reding e Dominik Reding (2000)
- Im Juli, regia di Fatih Akın (2000)
- La banda Baader Meinhof (Der Baader Meinhof Komplex), regia di Uli Edel (2008)
- Transpapa, regia di Sara Judith-Mettke (2012)
- Reported Missing (Die Vermissten), regia di Jan Speckenbach (2012)
- Un fantasma per amico (Das kleine Gespenst), regia di Alain Gsponer (2013)
- Ruby Red II - Il segreto di Zaffiro (Saphirblau), regia di Felix Fuchssteiner e Katharina Schöde (2014)
- The Culpable, regia di Gerd Schneider (2015)
- Radio Heimat, regia di Matthias Kutschmann (2016)
- La meilleure saison, regia di Sönke Wortmann (2017)
- Angst, regia di Thomas Berger (2017)

### Serie televisive
- Tatort - serie TV (1970-in corso)
- Squadra speciale Lipsia - serie TV (2001-in corso)
- Lolle (Berlin, Berlin) - serie Tv (2002-2005)
- Squadra speciale Lipsia (SOKO Leipzig) - serie TV (2001-in corso)
- Guardia costiera (Küstenwache) - serie TV (1997-2014)
- Mit Herz und Handschellen - serie TV (2002-2010)
- Rosa Roth - serie TV (1994-2013)
- Lutter - serie TV, episodi 01x04-01x06 (2008-2010)
- Dark - serie TV (2017-2020)

## Doppiatrici italiane
Nelle versioni in italiano dei suoi lavori, Sandra Borgmann è stata doppiata da:
- Chiara Colizzi ne Un fantasma per amico[1]
- Tatiana Dessi in Lolle[2]